# Serrat Gran (Bagà)
El Serrat Gran és una serra situada al municipi de Bagà a la comarca del Berguedà, amb una elevació màxima de 2.482 metres al Puig de Comabella.